# Pavel Arlou
 (juin 2025).
 (juin 2025).
Motif : notoriété à démontrer.
- Archive Wikiwix
- Bing
- Cairn
- DuckDuckGo
- E. Universalis
- Gallica
- Google
- G. Books
- G. News
- G. Scholar
- Persée
- Qwant
- (zh) Baidu
- (ru) Yandex

| 1. | Préciser le motif de la pose du bandeau. | Précisez le motif de la pose du bandeau en utilisant la syntaxe suivante : {{admissibilité à vérifier\|date=juin 2025\|motif=remplacez ce texte par le motif}}                   |
| 2. | Informer les utilisateurs concernés.     | Pensez à avertir le créateur de l'article, par exemple, en insérant le code ci-dessous sur sa page de discussion : {{subst:avertissement admissibilité à vérifier\|Pavel Arlou}} |

Pavel Arlou est un entrepreneur biélorusse spécialisé dans les technologies numériques et le développement logiciel. Il est le cofondateur et PDG d’Innowise Group, une entreprise internationale de développement informatique, et il occupe également le poste de PDG de VOKA.io, une plateforme MedTech dédiée à la formation médicale.

## Biographie
Né en Biélorussie, Pavel Arlou a étudié à l’Université d’État de Biélorussie de 2001 à 2006, où il s’est spécialisé en génie logiciel.

### Carrière
Arlou commence sa carrière comme analyste système et développeur Java chez Isida Informatica. Il poursuit ensuite chez Itransition, où il se charge de la coordination de projets de développement à distance, avant de devenir PDG d’Ocsico. Il occupe également le poste de directeur du développement commercial pour la Biélorussie et le Turkménistan chez Proton, une entreprise spécialisée dans les logiciels d’analytique. En 2007, il cofonde Innowise Group, qui deviendra l’une des plus grandes entreprises IT de Biélorussie. Il pilote notamment l’expansion internationale du groupe, en ouvrant des centres de développement en Pologne et en Allemagne,.  En 2024, Innowise Group compte plus de 2 500 collaborateurs et a mené à bien plus de 1 300 projets dans des secteurs comme la fintech, la technologie médicale et l’e-learning,.  En 2022, l’entreprise figure dans le classement Global Outsourcing 100 de l’International Association of Outsourcing Professionals (IAOP).
Arlou est également cofondateur de VOKA.io, une plateforme numérique proposant des modèles 3D destinés à la formation médicale, issue de plusieurs années de développement de solutions personnalisées dans le secteur MedTech. Dès 2017, Pavel Arlou et son équipe initient une collaboration avec Alexander Sitnik, chef du service de chirurgie au Centre national scientifique et pratique de traumatologie et d’orthopédie de Biélorussie. Ensemble, ils développent des modèles anatomiques 3D basés sur des scans IRM et tomodensitométriques (CT), visualisables à l’aide du Microsoft HoloLens. Cette technologie permet aux médecins de superposer des représentations numériques d’os, d’organes ou de muscles sur le corps du patient en temps réel, améliorant ainsi le diagnostic, la planification préopératoire et la navigation chirurgicale,. La plateforme a reçu un World Summit Award dans la catégorie Santé et bien-être.